# Episodi di Truth Seekers
La prima stagione della serie televisiva Truth Seekers, composta da 8 episodi, è stata rilasciata per intero dal servizio on demand Amazon Prime Video il 30 ottobre 2020.
| n° | Titolo originale                    | Titolo italiano                     | Trasmissione USA | Trasmissione Italia |
| -- | ----------------------------------- | ----------------------------------- | ---------------- | ------------------- |
| 1  | The Haunting of Connelly's Nook     | The Haunting of Connelly's Nook     | 30 ottobre 2020  | 30 ottobre 2020     |
| 2  | The Watcher on the Water            | The Watcher on the Water            | 30 ottobre 2020  | 30 ottobre 2020     |
| 3  | The Girl with All the Ghosts        | The Girl with All the Ghosts        | 30 ottobre 2020  | 30 ottobre 2020     |
| 4  | The Incident at CovColCosCon        | The Incident at CovColCosCon        | 30 ottobre 2020  | 30 ottobre 2020     |
| 5  | The Ghost of the Beast of Bodmin    | The Ghost of the Beast of Bodmin    | 30 ottobre 2020  | 30 ottobre 2020     |
| 6  | The Revenge of the Chichester Widow | The Revenge of the Chichester Widow | 30 ottobre 2020  | 30 ottobre 2020     |
| 7  | The Hinckley Boy                    | The Hinckley Boy                    | 30 ottobre 2020  | 30 ottobre 2020     |
| 8  | The Shadow of the Moon              | The Shadow of the Moon              | 30 ottobre 2020  | 30 ottobre 2020     |

## The Haunting of Connelly's Nook
- Diretto da: Jim Field Smith
- Scritto da: Nick Frost, Simon Pegg, James Serafinowicz e Nat Saunders

### Trama
La signora Connelly chiama il servizio assistenza Smyle per riparare la sua TV. Gus ed Elton scoprono che il cavo HDMI è stato tagliato, ma quando viene sostituito il televisore mostra solo l'immagine di un'altra stanza della casa. L'immagine è rintracciata in un laboratorio segreto nascosto accanto allo studio al piano di sopra del padre defunto, un veterinario che aveva l'ossessione di riuscire a separare l'anima dal corpo. Gus afferma che il dottor Peter Toynbee propone questa teoria da diversi anni. Nel tentativo di fare questo, nel 1965 il padre della signora Connelly viviseziona il loro cane Pepper, che viene scoperto da Gus e Elton nel laboratorio segreto. Dell'animale è rimasto solamente lo scheletro, che però è ancora vivo grazie ad un sistema di organi artificiali: così scoprono che l'immagine della televisione è quella vista attraverso gli occhi del cane. Mentre la signora Connelly si ferma a fissare gli occhi di Pepper, i due vengono circondati da un alone misterioso, che non viene notato da Gus ed Elton, e il cane muore. S oddisfatti di aver risolto sia il segnale televisivo che il problema paranormale, Gus ed Elton se ne vanno. Mentre la signora Connelly saluta, si sente una voce eterea chiamare Pepper, e a quel punto la donna si piega a quattro zampe e sale le scale come un cane, facendoci intendere che l'anima di Pepper si è spostata nel corpo della donna.
Mentre Gus e Elton si allontanano, viene mostrato che Astrid è nascosta nel retro del furgone.

## The Watcher on the Water
- Diretto da: Jim Field Smith
- Scritto da: Nick Frost, Simon Pegg, James Serafinowicz e Nat Saunders

### Trama
Un flashback ambientato durante la seconda guerra mondiale mostra l'attivazione del prototipo di un dispositivo di disturbo del radar, l'Ellexatron. Inizia un raid aereo dei nazisti e il soldato di guardia chiama il codice di allerta, ma l'antenna del dispositivo viene colpita da un fulmine che lo uccide e trasferisce la sua anima all'interno dell'Ellexatron.
Nel presente, Gus ed Elton vengono mandati a riparare la connessione a banda larga al Portland Beacon, "l'unico hotel a tema horror sulla Jurassic Coast del Dorset". Gus ritiene che l'hotel non sia realmente infestato e che quello sia solo un modo per portare più turisti, ma ammette che la mancanza di segnale mobile e wifi è strana. Dopo una conversazione con Byron, il custode, Elton viene preso dalla curiosità ed entra nella proibita "Stanza 2" che si scopre avere un passaggio segreto fino al seminterrato. Proseguendo Gus e Elton trovano diversi scheletri di scienziati morti e l'Ellexatron, ancora funzionante e ancora occupato dall'anima del soldato, ignaro che la guerra sia finita. Elton persuade il soldato che la Gran Bretagna ha vinto, convincendolo a lasciare l'Ellexatron attraverso una porta metafisica. Così il macchinario si spegne e Dave, al quartier generale di Smyle, nota che la copertura mobile nell'area passa dallo 0% al 100%. Mentre guidano verso casa, Gus interroga Elton, sottolineando che il ragazzo al loro primo incontro gli aveva detto di vivere nel Norfolk, mentre ai proprietari dell'hotel ha detto di essere del Leicestershire, tuttavia la loro conversazione viene interrotta quando Astrid si mostra ai due, implorando il loro aiuto.

## The Girl with All the Ghosts
- Diretto da: Jim Field Smith
- Scritto da: Nick Frost, Simon Pegg, James Serafinowicz e Nat Saunders

### Trama
In un flashnack ambientato nel XVII secolo, un chierico eretico cerca di vendere il suo libro - il Praecepta Mortuorum - a un editore. Un cacciatore di streghe e il suo gruppo interrompono i due, strappando l'ultima pagina dal Praecepta, uccidendo il venditore di libri e rapendo il chierico. Inosservata, una locandiera ruba il Praecepta abbandonato.
Nel presente, Astrid spiega la sua situazione a Gus ed Elton, che decidono che Astrid potrebbe trarre beneficio da una seduta spiritica tenuta da Janey Feathers, una sorta di medium-massaggiatrice e, probabilmente, prostituta. Nonostante le apparenze, Janey è una medium esperta e attuale proprietaria del Praecepta, che riconosce come un potente artefatto magico. La seduta spiritica però va storta, arrivando anche a danneggiare il camper di Janey. La donna dichiara che i fantasmi di Astrid sono spiriti pericolosamente malevoli e  troppo potenti per lei, quindi chiede al trio di andarsene. Nella confusione, Gus riesce a rubarle il Praecepta Mortuorum; dopo aver consultato il libro, Gus decide di esorcizzare i fantasmi di Astrid, usando parti del Praecepta tradotte dalla moglie morta, i tre dunque si dirigono all'ospedale da cui è fuggita Astrid per eseguire il rito. A metà dell'incantesimo però Gus è distratto dalla presenza dello spirito di sua moglie e tocca ad Elton portare avanti l'ultima parte del esorcismo, completandolo poco prima che gli spiriti raggiungano Astrid. Dopo che l'esorcismo è stato finalizzato, Astrid si sente cambiata, più felice e dice di "sentirsi viva". Elton, poiché la casa della ragazza è andata a fuoco, la invita a restare da lui per qualche giorno, anche se deve impegnarsi molto per convincere Helen ad accettarla in casa.

## The Incident at CovColCosCon
- Diretto da: Jim Field Smith
- Scritto da: Nick Frost, Simon Pegg, James Serafinowicz e Nat Saunders

### Trama
Un flashback mostra un giovane Peter Toynbee e uno scienziato di nome Connelly che eseguono esperimenti su un topo, dopo aver inserito un nanobot nel suo occhio. I due riescono a controllare il suo comportamento, quindi usano un incantesimo con cui catturano la sua anima  e la intrappolano in una radio, uccidendo il topo nel processo.
Ai giorni nostri Elton e Astrid stanno aiutando Helen a prepararsi per il "CovColCoscon", la Coventry Collectibles & Cosplay Convention. Gus scopre che in quell'occasione il dottor Toynbee, ora adulto, terrà un seminario, quindi decide di andarci anche lui. Anche il suocero di Gus, Richard, si unisce quando riconosce Helen dai video visti suo canale YouTube e i due diventano amici. Una volta alla convention si verificano diversi eventi, tutti mescolati tra loro: per un errore con i biglietti, Richard viene ammesso al seminario e Gus invece rimane non può prendervi parte. Intanto Helen è troppo tesa a causa della sua agorafobia per lasciare il furgone. Elton e Astrid invece decidono di partecipare ad un'esperienza "horror immersiva", quindi seguono alcuni cosplayer vestiti da monaci incappucciati per unirsi a loro. Gus, trovando Helen ancora sul furgone, fa un patto con la ragazza: lui indosserà il suo costume da dalek, permettendole di vincere il premio per il miglior cosplay e lei in cambio migliorerà il suo canale YouTube. 
Toynbee, col pretesto della convention, pratica un incantesimo che fa cadere il pubblico in trance, per poi impiantare dei nanobot negli occhi di tutti i membri del pubblico, incluso Richard. Astrid ed Elton intanto non si rendono conto che i monaci incappucciati sono reali e stanno usando la pagina mancante del Praecepta Mortuorum per facilitare l'indottrinamento di Toynbee. I due Interrompono in modo rocambolesco il processo e se ne vanno, causando accidentalmente la morte di uno dei monaci. Dopo essersi svegliato dallo stato catatonico Richard non si sente diverso e dice a Gus di aver trovato Toynbee così noioso che si è addormentato.

## The Ghost of the Beast of Bodmin
- Diretto da: Jim Field Smith
- Scritto da: Nick Frost, Simon Pegg, James Serafinowicz e Nat Saunders

### Trama
Il flashback mostra Peter Toynbee che si infiltra in un istituto di ricerca e usa le parti del corpo smembrate di uno scienziato per aggirare i sistemi di riconoscimento biometrico e rubare la pagina del Praecepta Mortuorum mancante.
Nel presente, Astrid dice a Gus ed Elton di aver ricevuto una fotografia della Bestia di Bodmin Moor da un iscritto al canale YouTube, chiamato "Jojo74". Il trio si reca quindi in Cornovaglia per indagare. Nel frattempo Toynbee e la sua assistente Elara uccidono uno dei seguaci impiantati per testare l'abilità dei nanobot. Il trio identifica la posizione dell'avvistamento della bestia da un fast food abbandonato sullo sfondo, e dopo essere stati inseguiti dalla bestia invisibile irrompono per mettersi al riparo. Elton scopre un passaggio nascosto dietro un distributore automatico.
Intanto a casa di Gus, Helen è arrivata per lavorare sul suo canale e mentre fa conversazione con Richard, nota il suo occhio infiammato dall'installazione del nanobot e, pensando che sia una normale irritazione, chiede se può scattare una foto da usare come base per un cosplay da zombie. Il flash della fotocamera reagisce con il nanobot, ma nessuno dei due se ne accorge.
Nel seminterrato del fast food il trio incontra Jojo74. La donna ammette che la bestia è una bufala che ha costruito ad arte, e avvisa Gus che il lancio della nuova tecnologia 6G di Smyle ha lo scopo di schiavizzare l'umanità. Il trio decide di andarsene, ma accetta di mantenere il segreto riguardo alla Bestia.

## The Revenge of the Chichester Widow
- Diretto da: Jim Field Smith
- Scritto da: Nick Frost, Simon Pegg, James Serafinowicz e Nat Saunders

### Trama
Il flashback ci porta al 1698, nel seminterrato di un manicomio - il Chichester Institute - dove assistiamo all'esecuzione di Mary Colford, colpevole dell'uccisione di 12 uomini. Mary durante l'esecuzione estrae il Praecepta Mortuorum e lo usa per maledire il dottor Kettering, il proprietario del manicomio, ma viene uccisa prima di completare la maledizione e la sua anima viene trasferita all'interno di una bambola.
Nel presente, Gus ed Elton devono installare il wi-fi nell'ex manicomio, che sta per essere convertito in appartamenti. Astrid, Elton e Gus decidono di fare un live streaming all'interno del manicomio con l'aiuto di Helen che coordinerà la diretta da casa. Intanto a casa di Gus, Richard ed Helen iniziano a parlare di Emily e si scopre che la donna è morta in un incidente d'auto.
Nel frattempo altrove, Toynbee identifica una centrale elettrica abbandonata come il luogo perfetto per il suo piano dato che è isolato e non c'è campo, ma all'improvviso Elara si rende conto di ricevere il segnale sul suo telefono. Toynbee scopre che ciò è dovuto alla disattivazione del Ellexatron al Portland Beacon, fatta qualche giorno prima da Gus e Elton. E quindi si mette sulle tracce di Gus, per impedirgli di espandere ulteriormente il segnale di Smyle.
Nella soffitta del manicomio, Astrid trova un libro appartenuto al Dr. Kettering e alcuni strumenti di tortura, inclusa la stessa Forca dell'Eretico usata più di 300 anni prima per giustiziare Mary Colford. Nel frattempo, Gus entra nel seminterrato, facendo perdere il segnale video ad Helen, e trova la bambola in cui risiede l'anima di Mary, che inizia a supplicare Gus di aiutarla a scappare. Inoltre gli fa alcune rivelazioni sconvolgenti: suo suocero Richard avrebbe preferito che morisse lui invece di Emily, Astrid non è ciò che sembra e Elton gli ha mentito fin da quando si sono incontrati per la prima volta. Allarmati dalla mancanza di segnale, arrivano in suo soccorso Astrid, Elton e il signor Kettering, l'attuale proprietario dell'edificio e discendente del dottor Kettering, quest'ultimo decide anche di dare fuoco all'inquietante bambola, ma così facendo l'anima di Mary Calford si trasferisce dentro di lui. Gus è spaventato da ciò che ha visto e il trio decide di andarsene. così Kettering rimane solo e lo spirito di Mary per vendicarsi lo costringe a usare la Forca dell'Eretico per uccidersi.
Tornato a casa, Gus si mette a sfogliare qualche vecchio numero delle sue riviste sul paranormale e si rende conto che Elton potrebbe essere "The Hinckley Boy", il ragazzo più infestato del paese.

## The Hinckley Boy
- Diretto da: Jim Field Smith
- Scritto da: Nick Frost, Simon Pegg, James Serafinowicz e Nat Saunders

### Trama
Il flashback mostra un giovane ragazzo di nome Lionel, che assiste ad un fenomeno paranormale nel seminterrato di casa sua mentre cerca di svuotare la lavatrice.
Ai giorni nostri, Gus affronta Elton che ammette di essere The Hinckley Boy e che il suo vero nome è Lionel Ritchie. A causa del circo mediatico che aveva invaso la sua vita, dovette cambiare nome e lui e la sua famiglia furono costretti a trasferirsi costantemente per il paese, per evitare di essere perseguitati dai media. Il trio lo convince a tornare nel seminterrato della sua vecchia casa per tentare di esorcizzare gli spiriti. Una volta lì, Elton rimane sorpreso, perché la casa è molto più "normale" di quello che si aspettava. Gus crede che sia perché Elton stesso è il fulcro dei fenomeni, non la casa. Quindi torna al furgone per raccogliere altra attrezzatura; una volta che se ne è andato, gli spiriti si manifestano ed Elton inizia ad andare nel panico. Astrid lo calma e gli rivela il suo segreto: lei è morta nel 1997 ed è lei stessa uno spirito intrappolato tra i mondi, ma è stato Elton a riportarla nel mondo dei vivi quando ha completato l'esorcismo in ospedale. Il fantasma in fiamme, che era solito vedere Elton nel seminterrato, si trasforma nella madre di Astrid che conferma che Astrid è un fantasma vivente, ed Elton è un condotto per i morti.
Fuori dalla casa Gus vede lo spirito di Emily, la donna gli rivela che Toynbee era responsabile della sua morte e che intende usare l'eclissi per provocare una catastrofe. Nel frattempo, Toynbee sta pianificando la sua ascensione su Eternis e attiva i nanobot, facendo uscire Richard di casa e costringendo lui e tutti gli altri "impiantati" a dirigersi verso la centrale elettrica. Toynbee è preoccupato per il segnale 6G di Smyle che bloccherà il loro passaggio e ordina a Elara di abbracciare il trasmettitore Ellexatron durante una tempesta elettrica. L'antenna viene nuovamente colpita da un fulmine, uccidendo Elara, e la sua anima si sposta nell'Ellexatron, causando l'interferenza del segnale 6G. Helen avvisa il trio dello strano comportamento di Richard e quindi decidono di dirigersi tutti insieme verso la centrale per sabotare il piano di Toynbee.

## The Shadow of the Moon
- Diretto da: Jim Field Smith
- Scritto da: Nick Frost, Simon Pegg, James Serafinowicz e Nat Saunders

### Trama
Un flashback mostra che dieci anni prima Emily e Toynbee stavano lavorando insieme per ascendere a Eternis, ma Toynbee l'ha tradita e uccisa per assicurarsi che i suoi calcoli fossero corretti per la prossima eclissi.
Nel presente, il trio insieme a Helen ha raggiunto la centrale elettrica. Gus riceve una chiamata sia da Jojo74 che da Dave, ognuno dei quali chiede il suo aiuto per ostacolare Toynbee: Astrid ed Elton tornano all'hotel Portand Beacon per disattivare l'Ellexatron posseduto da Elara, mentre Gus ed Helen si infiltrano nella centrale elettrica usando le abilità di trucco di Helen per imitare l'effetto dei nanobot sui loro occhi. Elton usa la sua abilità come un condotto verso i morti e invia Astrid nell'Ellexatron in modo che possa scacciare Elara e disattivare il macchinario. Intanto Helen alla centrale viene scoperta e impiantata con un nanobot, Gus invece riesce a prendere il posto di uno degli assistenti di Toynbee.
Nel frattempo, al quartier generale di Smyle David e il suo assistente Bjorn cercano di implementare una rete wireless 8G avanzata, dato che le frequenze 8G dovrebbero disturbare il segnale dei nanobot e spegnerli. Astrid sconfigge con successo Elara sul piano metafisico, ma Elton non è in grado di riportarla alla realtà. Gus viene smascherato e Toynbee lo sconfigge in una scazzottata, ma ciò lo ritarda abbastanza a lungo da consentire a Dave di attivare la rete 8G. Quindi Toynbee attiva i nanobot e si taglia la gola, per ascendere a Eternis; ma il segnale 8G raggiunge in tempo il 100% impedendo ai nanobot di esplodere e Toynbee muore invano. Gus, Elton, Richard ed Helen partono tutti nel furgone felici per aver sventato il piano di Toynbee, ma tristi per la perdita di Astrid.
Facendo un salto nel futuro, torniamo alla sede Smyle dove Dave riceve la visita di Jojo74, ora in giacca e cravatta e attraverso la conversazione rivelano che i due sono esseri ultraterreni (David ha modellato il suo aspetto sul maschio umano dalla targa Pioneer) e sono coinvolti da lungo tempo in un conflitto personale. Jojo ammette che usare Toynbee è stato un errore, ma si dice dispiaciuta per la perdita che ha subito Dave della sua "preziosa Astrid". I due lasciano quindi l'ufficio e, mentre se ne stanno andando, l'immagine del quadro dietro alla scrivania di Dave, si anima trasformandosi in un volto umano e si sente la voce di Astrid dire "C'è nessuno?"